# Miro Kovač
Miro Kovač (Spalato, 20 settembre 1968) è uno storico, diplomatico e politico croato, ministro degli affari esteri ed europei nel Gabinetto di Tihomir Orešković dal 22 gennaio 2016 fino al 19 ottobre 2016.

## Studi
Kovač studia all'Università di Zagabria e all'Università Sorbonne Nouvelle di Parigi, dove compie un dottorato di ricerca in storia delle relazioni internazionali con tesi sul ruolo della Francia nella creazione del Regno di Jugoslavia.

## Carriera
Nel 1995, Kovač trova impiego presso il Dipartimento dell'informazione dell'Ufficio del primo Presidente della Croazia Franjo Tudjman, in cui ha lavorato fino al 1999 quando è trasferito alla posizione di consigliere per l'integrazione euro-atlantica.
Ha iniziato la sua carriera diplomatica nel 2001 come Consigliere presso l'Ambasciata croata a Bruxelles. Nel 2003, Kovač diventa Ministro Consigliere presso l'Ambasciata croata a Parigi. Quando l'Unione Democratica Croata (HDZ) torna al potere dopo le elezioni del 2003, Kovač è stato nominato Vice Ministro degli Affari Esteri, e nel 2005 capo del Cerimoniale Diplomatico del Ministero. Nel 2006, Kovač è stato nominato alla carica di ambasciatore. Dal 2008 fino al 2013 ha prestato servizio come ambasciatore croato in Germania.
Kovač è stato nominato segretario internazionale dell'HDZ dal suo allora presidente Tomislav Karamarko nel 2014. Al termine del suo mandato diplomatico in Germania era destinato alla sede diplomatica croata in Polonia, ma rinuncia all'incarico e decide di rientrare in Croazia per sostenere l'HDZ alle elezioni presidenziali e parlamentari.
Durante le Elezioni presidenziali in Croazia del 2014-15 Kovač è stato a capo della campagna elettorale di Kolinda Grabar-Kitarović. A seguito delle Elezioni parlamentari in Croazia del 2015 Kovač è stato nominato ministro degli esteri nel breve governo HDZ-MOST guidato da Tihomir Orešković. Gli è succeduto nell'incarico Davor Ivo Stier, anch'egli già diplomatico e segretario internazionale dell'HDZ.

## Vita privata
Kovač è sposato e ha tre figli. Parla croato, inglese, tedesco, e francese e ha conoscenza di base della lingua italiana e olandese.

## Pubblicazioni
- "La France, La création du royaume »Yougoslave« et la question Croate, 1914-1929", Bern, Berlin, Bruxelles, Frankfurt a. M., New York, Oxford, Vienna: Peter Lang, 2001., p. 398.
- "Raspadanje Austro-Ugarske i rađanje Kraljevine SHS u svjetlu francuske politike (od listopada do prosinca 1918.)", Časopis za suvremenu povijest, no. 1, 2003., p. 141-172.
- "Francuska i hrvatsko pitanje, 1914.-1929.", Zagreb: Dom i svijet, 2005., p. 363
- "La Croatie et l'Union Européenne, 1990-2004", in: Lukić, Renéo, La politique étrangère de la Croatie de son indépendance à nos jours, 1991-2006, Laval: Presses universitaires de l'Université de Laval, 2006, p. 316[5]